# Лиетар, Бернар
Бернар Лиетар (фр. Bernard Lietaer; 7 февраля 1942, Lauwe, Западная Фландрия — 4 февраля 2019, Хойерхаген) — бельгийский экономист и писатель, инженер, профессор. Он изучал денежные системы и продвигал идею о том, что сообщество может извлечь выгоду из создания собственной валюты, циркулирующей наряду с национальной.

## Внешние ссылки
- Официальный сайт Бернара Лиетара
- New Money for a New World
- Money and Sustainability: The Missing Link